# Каварено
Каварено (итал. Cavareno) је насеље у Италији у округу Тренто, региону Трентино-Јужни Тирол.
Према процени из 2011. у насељу је живело 1026 становника. Насеље се налази на надморској висини од 976 м.

## Становништво
| 1931. | 1936. | 1951. | 1961. | 1971. | 1981. | 1991. | 2001. | 2011. |
| ----- | ----- | ----- | ----- | ----- | ----- | ----- | ----- | ----- |
| 860   | 887   | 891   | 891   | 906   | 842   | 854   | 923   | 1.037 |